# Змішана естафета
Змі́шана естафе́та — командне змагання у біатлоні. Команда складається з чотирьох спортсменів — двох чоловіків та двох жінок, які представляють одну країну. Кожний біатлоніст проходить один етап, який становить 6 км для жінок та юніорок та 7,5 км для чоловіків і юніорів.

## Історія
Першу гонку в змішаній естафеті було проведено на початку 2003 року — на етапі Кубка світу в Рупольдингу. Тоді всі спортсмени бігли по 4,8 км (черговість: жін-чол-жін-чол). В першій змішаній естафеті брали участь всього 6 команд: збірні Росії, Франції, Польщі, Білорусі, Румунії та Казахстана. Саме в такій послідовності зазначені команди й фінішували.
Однак досвід проведення такої гонки видався керівництву IBU не дуже вдалим, тому наступна змішана естафета відбулася лише у 2008 році — тоді перемогу здобула збірна Норвегії. Через два роки, 12 березня 2010 року, норвежці повторили своє досягнення, а вже на третьому етапі Кубка світ з біатлон у 2010/2011 в Поклюці перемогу святкувала збірна Швеції, причому до останнього за перемогу боролася також збірна України, а французи та росіяни відстали від переможця та срібного призера всього на кілька секунд (збірна Франції посіла третє місце).
У цей час результати спортсменів у змішаних естафетах не входили до жодного заліку.
Змішана естафета дебютувала як олімпійська дисципліна на Зимових Олімпійських іграх в Сочі 2014 року.

## Регламент
На Чемпіонатах світу 2005 та 2006 років естафетні етапи змішаної естафети і для чоловіків, і для жінок становили 6 км, а на першій змішаній естафеті в рамках Кубка світу — 4,8 км, з двома вогневими рубежами. По одному представнику від кожної країни стартують одночасно і, пробігши свій етап, передають естафету наступному біатлоністу із своєї команди. Спочатку свої дистанції проходять жінки, а потім чоловіки. На першій змішаній естафеті в рамках Кубка світу (в сезоні 2002/2003) та на Чемпіонаті світу 2006 року перший і третій етапи проходили жінки, другий і четвертий — чоловіки. Перша стрільба — лежачи, друга — стоячи. Спортсмен, як і в звичайній естафеті має по три запасних набої на кожній стрільбі. Якщо біатлоніст використає запасні патрони, то за кожний наступний промах передбачено проходження штрафного кола, рівного 150 м.

## Змішана естафета на етапах Кубка світу
| № п/п | Дата            | Місце       | № етапу КС  | Дистанція    | Переможці                                                                          | Срібні призери                                                           | Бронзові призери                                                     |
| ----- | --------------- | ----------- | ----------- | ------------ | ---------------------------------------------------------------------------------- | ------------------------------------------------------------------------ | -------------------------------------------------------------------- |
| 1     | 16 січня 2003   | Рупольдінг  | 2002/03 — 5 | 4х4,8 км     | Росія Ганна Богалій Сергій Русинов Ольга Зайцева Сергій Башкіров                   | Франція Сільві Бекар Жий Марге Корінн Ніогре Александр Обер              | Польща Магдалена Гвіздон Весляв Земянін Магдалена Гжива Томаш Сікора |
| 2     | 2 березня 2008  | Пхьончхан   | 2007/08 — 7 | 2х6/2х7,5 км | Норвегія Анн Крістін Флатланд Сольвей Рьогштад Ганс Мартін Йедрем Александер Ус    | Італія Мікела Понца Катя Халлер Рене Лоран Вільєрмоз Крістіан Де Лоренці | Франція Жулі Карра-Коллен Полін Макабі Сімон Фуркад Алексі Беф       |
| 3     | 12 березня 2010 | Контіолахті | 2009/10 — 7 | 2х6/2х7,5 км | Норвегія Анн Крістін Флатланд Тура Бергер Халвар Ханевольд Тар'єй Бо               | Німеччина Каті Вільгельм Магдалена Нойнер Ерік Лессер Сімон Шемпп        | Італія Катя Галлер Карін Обергофер Лукас Гофер Крістіан Де Лоренці   |
| 4     | 19 грудня 2010  | Поклюка     | 2010/11 — 3 | 2х6/2х7,5 км | Швеція Гелена Екгольм Анна-Карін Улофсон-Зідек Фредрик Ліндстрем Карл-Юхан Бергман | Україна Олена Підгрушна Віта Семеренко Сергій Семенов Сергій Седнєв      | Франція Марі-Лор Брюне Марі Дорен Венсан Же Мартін Фуркад            |
| 5     | 05 лютого 2011  | Преск-Айл   | 2010/11 — 7 | 2х6/2х7,5 км | Німеччина Катрін Гітцер Магдалена Нойнер Александер Вольф Даніель Бем              | Франція Марі-Лор Брюне Софі Буаї Венсан Же Алексі Беф                    | Росія Світлана Слєпцова Наталія Гусєва Іван Черезов Максим Чудов     |

## Змішана естафета на Чемпіонатах світу з біатлону
| № п/п | Дата               | Місце           | Чемпіони                                                                           | Срібні призери                                                                      | Бронзові призери                                                             |
| ----- | ------------------ | --------------- | ---------------------------------------------------------------------------------- | ----------------------------------------------------------------------------------- | ---------------------------------------------------------------------------- |
| 1     | 20 березня 2005 р. | Ханти-Мансійськ | Росія Ольга Медведцева Світлана Ішмуратова Іван Черезов Круглов Микола Миколайович | Росія Ганна Богалій Ольга Зайцева Сергій Чепіков Сергій Рожков                      | Німеччина Уші Дізль Каті Вільгельм Міхаель Грайс Рікко Ґрос                  |
| 2     | 12 березня 2006 р. | Поклюка         | Росія Ганна Богалій Сергій Чепіков Ірина Мальгіна Круглов Микола Миколайович       | Норвегія Лінда Грубен Халвар Ханевольд Тура Бергер Уле-Ейнар Б'єрндален             | Франція Флоранс Баверель-Робер Венсан Дефран Сандрін Байї Рафаель Пуаре      |
| 3     | 08 лютого 2007 р.  | Антхольц        | Швеція Гелена Екгольм Анна-Карін Улофсон-Зідек Б'єрн Феррі Карл-Юхан Бергман       | Франція Флоранс Баверель-Робер Сандрін Байї Венсан Дефран Рафаель Пуаре             | Норвегія Тура Бергер Йорі Мьоркве Еміль Хегле Свендсен Фроде Андресен        |
| 4     | 12 лютого 2008 р.  | Естерсунд       | Німеччина Сабріна Бухгольц Магдалена Нойнер Андреас Бірнбахер Міхаель Грайс        | Білорусь Людмила Калінчик Дарія Домрачова Рустам Валіулін Сергій Новиков            | Росія Світлана Слєпцова Оксана Неупокоєва Микола Круглов Дмитро Ярошенко     |
| 5     | 19 лютого 2009 р.  | Пхьончхан       | Франція Марі-Лор Брюне Сільві Бекар Венсан Дефран Сімон Фуркад                     | Швеція Гелена Екгольм Анна-Карін Улофсон-Зідек Девід Екгольм Карл-Юхан Бергман      | Німеччина Андреа Хенкель Сімона Хаусвальд Арнд Пайффер Міхаель Грайс         |
| 6     | 28 березня 2010 р. | Ханти-Мансійськ | Німеччина Сімона Хаусвальд Магдалена Нойнер Сімон Шемпп Арнд Пайффер               | Норвегія Анн Крістін Флатланд Тура Бергер Еміль Хегле Свендсен Уле-Ейнар Б'єрндален | Швеція Гелена Екгольм Анна-Карін Улофсон-Зідек Б'єрн Феррі Карл-Юхан Бергман |
| 7     | 03 березня 2011 р. | Ханти-Мансійськ | Норвегія Тура Бергер Анн Крістін Флатланд Уле-Ейнар Б'єрндален Тар'єй Бо           | Німеччина Андреа Хенкель Магдалена Нойнер Арнд Пайффер Міхаель Грайс                | Франція Марі-Лор Брюне Марі Дорен Алексі Беф Мартін Фуркад                   |